# Marquesado de Artasona
El marquesado de Artasona es un título nobiliario español creado el 5 de agosto de 1804 por el rey Carlos IV a favor de José Mariano Pérez de Suelves y Claramunt, señor de Suelves y de Artasona,

## Marqueses de Artasona
|      | Titular                                                    | Periodo   |
| ---- | ---------------------------------------------------------- | --------- |
| I    | José Mariano Pérez de Suelves y Claramunt                  | 1804-1809 |
| II   | Alberto Pérez de Suelves y Claramunt                       | 1809-1848 |
| III  | Alberto María Claramunt Pérez de Suelves y Sánchez-Muñoz   | 1849-1889 |
| IV   | María del Pilar Claramunt Pérez de Suelves y Sánchez-Muñoz | 1894-1915 |
| V    | María de las Mercedes de Otal y Claramunt                  | 1915-1937 |
| VI   | Juan María de Goyeneche y San Gil                          | 1938-1991 |
| VII  | Alfredo de Goyeneche y Moreno                              | 1963-2002 |
| VIII | Javier de Goyeneche y Marsans                              | 2004-hoy  |

## Historia de los marqueses de Artasona
- José Mariano Pérez de Suelves y Claramunt (Toledo, 1783-12 de enero de 1809), I marqués de Artasona.[1] Era hijo de Alberto Claramunt Pérez de Suelves y Oriola, regidor perpetuo de Barbastro, y de su esposa Pepita de Azlor y Villavicencio.[2] Sin descendencia, le sucedió su hermano.[2]

- Alberto Pérez de Suelves y Claramunt (Suelves, 1789-1848), II marqués de Artasona,[1] maestrante de Zaragoza, coronel de infantería, académico honorario de la Real de Nobles y Bellas Artes de San Luis.[2]

Casó con María del Pilar Sánchez-Muñoz y Amat. En 1849, le sucedió su hijo:
- Alberto María Claramunt Pérez de Suelves y Sánchez-Muñoz (Barabasro, 1820-1889), III marqués de Artasona.[1]  Soltero y descendencia,[2] en 12 de marzo de 1894 sucedió su hermana:[1]

- María del Pilar Claramunt Pérez de Suelves y Sánchez-Muñoz, IV marquesa de Artasona.[1]

Casó en 1854 con José Ignacio Otal y Pitarque. En 3 de sept de 1915 sucedió su hija:
- María de las Mercedes de Otal y Claramunt (n. Almudévar, 24 de septiembre de 1853[3] -18 de noviembre de 1937[4]), V marquesa de Artasona[1] y III condesa de Ruiz de Castilla.[4]

Casó en enero de 1880 con José San Gil Villanueva y Heredia, maestrante de Zaragoza. En 9 de mayo de 1952 sucedió su nieto, hijo de María del Pilar San Gil y Otal y de su esposo José Manuel de Goyeneche y de la Puente, VII marqués de Corpa y caballero de la Orden de Santiago.
- Juan María de Goyeneche y San Gil (París, 28 de junio de 1903-4 de julio de 1991), VI marqués de Artasona,[1] VIII marqués de Corpa, V conde de Guaqui, grande de España,[5] IX marqués de Villafuerte,  V conde de Ruiz de Castilla, IV conde de Casa Saavedra.[6]

Casó el 5 de febrero de 1936, en Madrid, con María del Carmen Moreno y Torres. En 31 de mayo de 1963, le sucedió su hijo:
- Alfredo de Goyeneche y Moreno (San Sebastián, 15 de diciembre de 1938-Miranda de Ebro, 16 de marzo de 2002),[7] VII marqués de Artasona,[1] VI conde de Guaqui,[5] y presidente del Comité Olímpico Español.

Casó el 4 de mayo de 1966 con Cristina Marsans Astoreca, (Madrid, 9 de mayo de 1946-agosto de 2018). En 1 de septiembre de 2004 sucedió su hijo:
- Javier de Goyeneche y Marsans,  VIII marqués de Artasona,[1][9] VII conde de Guaqui, grande de España,[5] XI marqués de Villafuerte, VI conde de Casa Saavedra y empresario.[8]

Casó con Macarena Rey en 2003, en Ibiza.